# Дердо Віктор Григорович
Віктор Григорович Дердо (* 12 квітня 1954, Березівка, Одеська область) — радянський та український футбольний суддя, український футбольний функціонер. Голова Комітету арбітрів Федерації футболу України протягом 2003—2008 років. Член Виконкому ФФУ.  

## Життєпис
Дердо В. Г. народився 12 квітня 1954 року в c. Березівка Одеської області.
У 1980 році закінчив факультет фізичного виховання Одеського державного  педагогічного інституту ім. К. Д. Ушинського. 
До 1981 року виступав за любительські команди Одещини.
1979 року розпочав діяльність арбітра на рівні першостей міста та області. З 1982 проводив матчі другої ліги СРСР, у 1991 р. — матчі перехідної ліги СРСР. 1992 року задіяний як арбітр у матчах вищої ліги чемпіонату України. У 1995 р. проводив фінал Кубка України. Брав участь у складі делегації ФФУ на міжнародному семінарі в Словаччині «Futuro».
Протягом 1995—2000 — очолював Комітет арбітрів Федерації футболу Одеської області. 2002—2003 — заступник голови Федерації футболу Одеської області. 2003—2008 — голова Комітету арбітрів Федерації футболу України.

## Нагороди
- Медаль "За працю і звитягу"

## Родина
Одружений, має двох синів.
- Син Олексадр Дердо — футбольний суддя.